# Anthony Kimmins
Anthony Kimmins (* 10. November 1901 in London-Harrow, Vereinigtes Königreich; † 19. Mai 1964 in Hurstpierpoint, Vereinigtes Königreich) war ein britischer Schauspieler, Filmregisseur, Schriftsteller, Theaterautor, Drehbuchautor und Filmproduzent.

## Leben und Wirken
Kimmins besuchte das Royal Navy College in Dartmouth, ehe er sich für die Bühnenschauspielerei entschied und zugleich erste Theaterstücke schrieb. Seine Werke Chase the Parents und Chase the Ace wurden 1934 respektive 1935 aufgeführt. Zu diesem Zeitpunkt hatte Kimmins bereits auch schon vor der Kamera gestanden und erstmals auch Drehbücher verfasst und Filmregie geführt. Bis zum Ausbruch des Zweiten Weltkriegs machte sich Kimmins einen Namen mit leichtgewichtigen Lustspielen, in denen oftmals der Vorkriegsstar George Formby die Hauptrolle spielte.
1940 meldete er sich wieder bei der Royal Navy und diente dort im Rang eines Captain. Kurz nach Ende des Krieges kehrte Kimmins zur Filmarbeit zurück und konzentrierte sich ganz auf die Regie. Neben Komödien inszenierte er auch dramatische Stoffe, 1947/48 mit dem Historienstoff Bonnie Prince Charlie auch einen ausgesprochen ambitionierten Farbfilm mit David Niven in der Titelrolle und einer respektablen Spieldauer von rund zwei Stunden. 1956 überraschte Kimmins sein Publikum mit der australischen Jungs-Geschichte Smiley, bei der er noch einmal als total filmmaker in Erscheinung trat. Diese Produktion erwies sich als recht erfolgreich und führte im Jahr darauf zu einer Fortsetzung. Mit der Militärklamotte The Amorous Prawn beendete Kimmins 1962 seine Karriere.

## Filmografie
- 1933: The Golden Cage (Schauspieler)
- 1933: Two Wives for Henry (Drehbuch)
- 1934: White Ensign (Schauspieler)
- 1934: Bypass to Happiness (Drehbuch, Regie)
- 1934: Once in a New Moon (Regie)
- 1935: Midshipman Easy (Drehbuch)
- 1935: While Parents Sleep (Drehbuch)
- 1935: All at Sea (Regie, Drehbuch)
- 1935: His Majesty and Company (Regie)
- 1936: Laburnum Grove (Regie)
- 1936: Three Maxims (Drehbuch)
- 1936: Lonely Road (Drehbuch)
- 1937: Feather Your Nest (Drehbuch)
- 1937: The Show Goes On (Drehbuch)
- 1937: Keep Fit (Drehbuch, Regie)
- 1937: I See Ice (Regie, Drehbuch)
- 1938: It’s in the Air (Regie, Drehbuch)
- 1939: Trouble Brewing (Regie, Drehbuch)
- 1939: Bravo, George (Come on George) (Regie, Drehbuch)
- 1940: Under Your Hat (Drehbuch)
- 1947: Tödliches Geheimnis (Mine Own Executioner) (Regie, Produktion)
- 1948: Bonnie Prince Charlie (Regie)
- 1950: Flesh & Blood (Regie)
- 1951: Der Täter fährt nach Norden (Mr. Denning Drives North) (Regie, Produktion)
- 1952: Who Goes There? (Regie, Produktion)
- 1953: Der Schlüssel zum Paradies (The Captain's Paradise) (Regie, Produktion)
- 1954: Die Erbschaft der Tante Clara (Aunt Clara) (Regie, Produktion)
- 1956: Smiley (Regie, Drehbuch, Produktion, Libretto)
- 1957: Smiley Gets a Gun (Regie, Produktion)
- 1962: The Amorous Prawn (Regie, Drehbuch)